# Philipp von Fellenberg
Philipp Emanuel von Fellenberg (ur. 27 czerwca 1771 w Bernie, zm. 21 listopada 1844 w Hofwil k. Berna) – szwajcarski pedagog i agronom.
W swoim majątku Hofwil zorganizował gospodarstwo rolne, przy którym działał zakład wychowawczy dla dzieci wiejskich, szkoła rolnicza i średnia oraz zakład kształcenia nauczycieli. Uważał, że naukę i wychowanie dzieci należy łączyć z ich pracą w gospodarstwie rolnym.

## Publikacje
- 1813: Darstellung der Armenerziehungsanstalt[1]
- 1833: Schullehrergespräche[1]